# Congregació per a les Causes dels Sants
La Congregació per a les Causes dels Sants (italià: Dicastero delle cause dei santi; llatí: Dicasterium de Causis Sanctorum) és una de les nou juntes d'autoritats eclesiàstiques per tractar assumptes específics que té l'Església Catòlica. Des del 1968 prepara cada any tot el que és necessari perquè el Papa pugui proposar nous exemples de comportament o models de santedat. Després d'aprovar els resultats sobre els miracles, martiri i virtuts heroiques de diversos Servents de Déu, proposen els noms al Papa, que procedeix a fer beatificacions on es reconeixen beats i canonitzacions on es reconeixen sants.
El Prefecte de la Congregació és el Cardenal Marcello Semeraro. La congregació té 34 membres entre cardenals, arquebisbes i bisbes, als que s'hi han de sumar un promotor de la fe, 5 relators i 83 consultors.

## Història
Amb la Constitució Immensa Aeterni Dei,del 22 de gener de 1588, el Papa Sixte V va crear la Congregació dels Rituals que també estudiava les Causes dels Sants.
Pau VI, amb el document Sacra Rituum Congregatio del 8 de maig de 1969, va dividir la Congregació dels Ritus, diferenciant així una congregació per al Culte Diví i una altra per a les Causes dels Sants. S'estructura en tres oficines, la judicial, la del promotor general i la històrica-jurídica.
Amb els canvis en el procés de canonització introduïda pel Papa Joan Pau II en 1983 (Divinus Perfectionis magister del 25 de gener de 1983 i les Normaes ervandae in inquisitionibus b episcopis faciendis in causis sanctorum del 7 de febrer de 1983, que són les que s'apliquen actualment.), un Col·legi de Relators es va afegir per preparar els casos dels declarats com a servents de Déu.
Joan Pau II, amb la Constitució Apostòlica Pastor Bonus del 28 de juny de 1988, va canviar la denominació a Congregació per a les Causes dels Sants.
El gener de 2014, el prefecte de la Congregació va anunciar que sota la direcció del Papa Francesc aquells que treballen a les canonitzacions han adherir-se a les directrius financeres per eliminar la manca d'equitat en el tractament de casos sobre la base dels recursos financers previstos.D'acord amb L'Osservatore Romano, Francesc esperava promoure les causes dels menys coneguts, els de les regions més pobres, i els que eren víctimes de persecucions totalitàries del segle xx.
L'actual prefecte (nomenat 15 d’octubre de 2020) és el cardenal Marcello Semeraro, mentre que l'actual Secretari (nomenat el 18 de gener del 2021) és l'arquebisbe Fabio Fabene. L'actual sots-secretari és el Pare Bogusław Turek. L'actual Promotor de la Fe (Prelat Teòleg) és monsenyor Carmelo Pellegrino, ex relator de la Congregació.

## Procés actual
vegeu també: Canonització
Els passos per al reconeixement del miracle segueixen les noves normes establertes el 1983 per la constitució apostòlica, Divinus Perfectionis Magister. La nova legislació estableix dues etapes de procediment: el diocesà i que del que es coneix com la Congregació Romana. La primera té lloc dins de la diòcesi on va ocórrer el fet prodigiós. El bisbe obre la investigació sobre el presumpte miracle en el qual es recullen les deposicions dels testimonis interrogats per un tribunal degudament constituït, així com la documentació clínica i instrumental completa inherent al cas. En la segona, la Congregació examina els documents enviats i la documentació complementària eventual, pronunciant la seva sentència sobre l'assumpte.

### L'avaluació dels miracles
El miracle ha d'anar més enllà de les possibilitats de la natura, ja sigui en la substància del fet o en el tema, o únicament en la forma en què es produeixi. Així s'han de distingir tres graus de miracle: 
1. El primer grau està representat per la resurrecció dels morts (quoad substantiam).
2. El segon es refereix al subjecte (quoad subiectum): la malaltia d'una persona és jutjada incurable, en el seu curs fins i tot pot haver destruït els ossos o òrgans vitals; en aquest cas no només és completa recuperació es va adonar, però la reconstitució fins i tot major dels òrgans (restitutio in integrum).
3. El tercer grau (quoad modum): recuperació d'una malaltia, que el tractament només es podria haver aconseguit després d'un llarg període, passa instantàniament.

## Pre-Congregació

### Màrtirs
La decisió pel que fa al màrtir que ha mort per la seva fe en Crist, i el consegüent permís de veneració, originalment estava amb el bisbe del lloc en el qual havien donat el seu testimoni. El bisbe preguntava en el motiu de la mort de la persona i, trobant que havien mort màrtir, enviavael seu nom amb un relat del seu martiri a altres esglésies, especialment veïnes, de manera que, en cas d'aprovació pels seus respectius bisbes, el culte del màrtir podria estendre a les seves esglésies també, i que els fidels, com es llegeix a les "Actes" del martiri de Sant Ignasi«podria estar en comunió amb el generós martiri de Crist» ("generoso Christi martyri communicarent"). Els màrtirs la causa, per dir-ho, s'havia discutit, i la fama de que el seu martiri havia estat confirmada, eren coneguts com a màrtirs provats (vindicati). Pel que la paraula es refereix probablement no pot antecedir al segle iv, quan es va introduir a l'Església de Cartago; però el fet és, sens dubte més. En les edats més primerenques, per tant, aquesta veneració dels sants era completament local i es passa d'una església a una altra, amb el permís dels seus bisbes. Això es desprèn del fet que en cap dels antics cementiris cristians es van trobar pintures de màrtirs diferents dels que havien patit en aquella zona. Això explica, també, gairebé la veneració universal que, molt ràpidament, van rebre alguns màrtirs, per exemple, Sant Llorenç, Sant Cebrià de Cartago, el Papa Sant Sixt de Roma.

### Confessors
La veneració dels confessors - d'aquells, és a dir, que va morir en pau després d'una vida de virtut heroica - no és tan antiga com la dels màrtirs. Va ser al segle iv, com es creu comunament, que els confessors se'ls va donar primer honors públics eclesiàstics, encara que de vegades eren lloats en termes ardents pels Pares anteriors, i encara que rebien una recompensa abundant (multiplex corona) és declarat per Sant Cebrià. Això es confirma per l'aprovació implícita de Sant Gregori el Grani pels fets ben testificats; a Orient, per exemple, d'Hilari, Efrén,i altres confessors van ser honrats públicament al segle IV; i, a Occident, Sant Martí de Tours, a partir dels breviaris antics i el Missal Mossàrab,i Sant Hilari de Poitiers, com es pot demostrar pel molt antic missal conegut com a "Missale Francorum", eren objectes de culte al mateix segle.
La raó d'aquesta veneració es troba, sens dubte, en la semblança dels confessors de vides abnegades i heroicament virtuoses als patiments dels màrtirs; tals vides realment podrien ser anomenades "martiris prolongats". Naturalment, per tant, tal honor va ser concedit primer a ascetesi només després als que s'assemblava a les seves vides l'existència molt penitencial i extraordinària dels ascetes. Això és tan cert que els confessors mateixos són freqüentment anomenats màrtirs. Sant Gregori de Nazianz anomena a Sant Basili "màrtir"; Sant Crisòstom s'aplica el mateix títol a Eustaqui d'Antioquia;Sant Paulí de Nola escriu de Sant Fèlix de Nola que va guanyar honors celestes, sine sanguinemartyr ("Un màrtir sense sang");Sant Gregori el Gran dona el títol de màrtir a Zenó de Verona, i Metroniu dona a Sant Roteriel mateix títol. Més tard, els noms dels confessors es van inserir en els díptics, i la deguda reverència ells va ser atorgada. Les seves tombes van ser honrades amb el mateix títol («martyria») com els dels màrtirs. Es va mantenir cert, però, en tot moment que era il·legal per venerar confessors sense permís de l'autoritat eclesiàstica, ja que havien estat venerats màrtirs.

### Autoritat per canonitzar
Durant diversos segles els bisbes, o en alguns llocs només els primats i els patriarques, podria atorgar a màrtirs i confessors honors públics eclesiàstics; tal honor, però, sempre es va decretar només per al territori local de la qual els atorgants tenien jurisdicció. Només l'acceptació del cultus pel Papa va fer el culte universal, perquè només ell pot governar l'Església Catòlica universal. Els abusos, però, van lliscar en aquesta disciplina, per així a les indiscrecions de fervor popular com a la negligència d'alguns bisbes a indagar en les vides d'aquells als que els permet ser honrats com sants.
Cap al final del segle xi els papes jutjaren necessari restringir l'autoritat episcopal en aquest sentit i, per tant, van decretar que les virtuts i miracles de persones proposades per a la veneració pública havien de ser examinades en els concilis, més específicament en els concilis generals. Els papes Urbà II, Calixt II i Eugeni III ajustaren aquesta disciplina. Va succeir, fins i tot després d'aquests decrets, que "alguns, seguint els camins dels pagans i enganyats pel frau del maligne, venerat com un sant a un home que havien mort en estat d'embriaguesa". El Papa Alexandre III (1159-1181) va prohibir la seva veneració en aquestes paraules: «En el futur no suposarà pagar-li reverència, ja que, tot i que els miracles es van realitzar a través d'ell, que no permetrem que sigui venerat com un sant, llevat amb l'autoritat de l'Església romana».
Els teòlegs no estan d'acord pel que fa al significat complet d'aquesta decretal: o bé s'instituïa una nova llei, i en aquest cas el papa llavors, per primera vegada, es reservava el dret de beatificació a si mateix, o es confirmava una llei existent. Com que la decretal no va posar fi a tota la controvèrsia i alguns bisbes no obeïren a la mesura que considera la beatificació, el dret dels que sens dubte havien posseït fins ara, el Papa Urbà VIII va publicar en 1634 una butlla que va acabar tota discussió, en reservar exclusivament a la seu apostòlica tant el seu dret immemorial de canonització com el de beatificació.

## Llista parcial de casos pendents

### Beats (esperant la canonització després que s'aprovi un miracle)
- Papa Pius IX
- Papa Pau VI
- Cdl. Andrea Carlo Ferrari
- Cdl. John Henry Newman, C.O.
- Cdl. Alfredo Ildefonso Schuster, O.S.B.
- Cdl. Aloysius Stepinac
- Abp. Óscar Romero
- Bp. Álvaro del Portillo, Opus Dei
- Fr. William Joseph Chaminade, S.M.
- Maria TheresaChiramel
- Dom Justo Takayama
- Carles I d'Àustria
- Maria Torribia
- DevasahayamPillai

### Venerables (esperant la beatificació després que s'aprovi un miracle)
- Papa Pius XII
- Cdl. Sisto Riario Sforza
- Abp. Fulton J. Sheen
- Abp. Frederic Baraga
- Fr. Michael J. McGivney
- Fr. Agnelo de Souza
- Fr. Solanus Casey
- Pierre Toussaint
- Henriette Delille
- Antonietta Meo
- Mo. Ignacia del Espiritu Santo, R.V.M
- Ven Concepcion Cabrera de Armida

### Servents de Déu (esperant la declaració de virtut heròica)
- Papa Joan Pau I
- Papa Pius VII
- Papa Benet XIII
- Cdl. Anastasio Ballestrero
- Cdl. Thomas Cooray
- Cdl. Nguyễn Văn Thuận
- Abp. Aboon Geevarghese Mar Ivanios
- Msgr. Joseph Panjikaran
- Fr. Vincent Robert Capodanno
- Fr. John Hardon, S.J.
- Fr. EmilKapaun
- Fr. Varghese Payyappilly Palakkappilly
- Fr. Matteo Ricci, S.J.
- Fr. Patrick Peyton, C.S.C.
- Fr. Stanley Rother (per ser beatificat el 23 de setembre de 2017)
- Luisa Piccarreta
- Dorothy Day
- Zita of Bourbon-Parma
- Frank Duff
- Eusebio Kino
- TakashiNagai
- Franz Stock

## Prefectes de la Congregació pels Ritus des de 1903
- Luigi Tripepi (7 de gener de 1903 – 29 de desembre de 1906)
- Sebastiano Martinelli, O.S.A. (8 de febrer de 1909 – 4 de juliol de 1918)
- Scipione Tecchi (8 de novembre de 1914 – 7 de febrer de 1915)
- Antonio Vico (11 de febrer de 1915 – 25 de febrer de 1929)
- Camillo Laurenti (12 de març de 1929 – 6 de setembre de 1938)
- Carlo Salotti (14 de setembre de 1938 – 24 d'octubre de 1947)
- Clemente Micara (11 de novembre de 1950 – 17 de gener de 1953)
- Gaetano Cicognani (7 de desembre de 1953 – 18 de novembre de 1954)
- Arcadio Larraona Saralegui (12 de febrer de 1962 – 9 de gener de 1968)
- Benno Gut (29 de juny de 1967 – 7 de maig de 1969)

## Cronologia dels prefectes
- Cardenal Paolo Bertoli † (7 de maig de 1969 - 1 de març de 1973 renuncià)
- Cardenal Luigi Raimondi † (21 de març de 1973 - 24 de juny de 1975 mort)
  - Cardenal Corrado Bafile † (11 de juliol de 1975 - 25 de maig de 1976 nomenat prefecte del mateix dicasteri) (pro-prefecte)
- Cardenal Corrado Bafile † (25 de maig de 1976 - 27 de juny de 1980 jubilat)
- Cardenal Pietro Palazzini † (27 de juny de 1980 - 1 de juliol de 1988 jubilat)
- Cardenal Angelo Felici † (1 de juliol de 1988 - 13 de juny de 1995 jubilat)
  - Cardenal Alberto Bovone † (13 de juny de 1995 - 23 de febrer de 1998 nomenat prefecte del mateix dicasteri) pro-prefecte)
- Cardenal Alberto Bovone † (23 de febrer de 1998 - 17 d'abril de 1998 mort)
- Cardenal José Saraiva Martins, C.M.F. (30 de maig de 1998 - 9 de juliol de 2008 jubilat)
- Cardenal Angelo Amato, S.D.B., (9 de juliol de 2008 - 31 d'agost de 2018 jubilat)
- Cardenal Giovanni Angelo Becciu (1 de setembre de 2018 - 24 de setembre de 2020 renuncià)
- Cardenal Marcello Semeraro, des del 15 d'octubre de 2020

### Secretaris de la Congregació
- Ferdinando Giuseppe Antonelli, O.F.M. (7 de maig de 1969 – 5 de març de 1973)
- Giuseppe Casoria (2 de febrer de 1973 – 24 d'agost de 1981)
- Traian Crişan (7 de desembre de 1981 – 24 de febrer de 1990)
- Edward Nowak (24 de febrer de 1990 – 5 de maig de 2007)
- Michele Di Ruberto (5 de maig de 2007 – 29 de desembre de 2010)
- Marcello Bartolucci (29 de desembre de 2010 – - 29 de desembre de 2020 cessat)
- Fabio Fabene, des del 18 de gener de 2021